# Cerro de los Ángeles
Cerro de los Ángeles (španj. brdo anđela) brdo je u blizini Madrida u Španjolskoj.
Poznato je po tome što se, prema predaji, smatra geografskim središtem Pirinejskog poluotoka. Na njemu se, također, nalazi i vjerski kompleks kojeg čine samostan Gospe od Anđela iz 14. stoljeća, spomenik Presvetom Srcu Isusovu (Monumento al Sagrado Corazón) i biskupijsko sjemenište Gospe od Apostola biskupije Getafe.
Spomenik Srcu Isusovu 1919. godine otvorio je španjolski kralj Alfons XIII., nakon što je Španjolsku svečano posvetio Presvetom Srcu. Za vrijeme španjolskog građanskog rata srušen je, a nakon rata ponovno je izgrađen i svečano otvoren 1965. godine.
Kompleks na Cerro de los Ángelesu privlači brojne posjetitelje i hodočasnike.

## Povezano
- Marija Maravillas od Isusa